# Bullseye (seriefigur)
Bullseye är en seriefigur i berättelserna om Daredevil i Marvels universum, skapad av Marv Wolfman och John Romita Sr. Bullseye har en måltavla inbränd i pannan och använder ett dödligt kastvapen. Hans ärkefiende är Daredevil. I filmen Daredevil (2003) spelas Bullseye av Colin Farrell. I TV-serierna Marvel's Daredevil (2018) och Daredevil: Born Again (2025) spelas han av Wilson Bethel.